# Giulio Cesare Martinengo
Giulio Cesare Martinengo (Verona, 1564 o 1568 – 10 luglio 1613) è stato un compositore italiano, vissuto nella Repubblica di Venezia, del tardo rinascimento e del primo barocco e appartenente alla scuola veneziana. Fu il predecessore di Claudio Monteverdi come maestro di cappella della Basilica di San Marco a Venezia.

## Biografia
Probabilmente era di Verona ed era il figlio del compositore Gabriele Martinengo. La sua data di nascita è contestata fra diverse tesi; secondo la dichiarazione della madre nacque nel 1564 ma un documento della Casa degli Accoliti di Verona, cita che nel 1583 egli aveva quindici anni. Studiò con il padre a Verona e fra il 1590 ed 1600 egli fu presso la Cattedrale di Verona nella veste di cantore oltre che di prete.
Martinengo è famoso principalmente per essere stato il successore di Giovanni Croce ed il predecessore di Claudio Monteverdi nella posizione di maestro di cappella a San Marco a Venezia che era considerata la sede più prestigiosa del nord Italia per quanto riguarda la musica. Venne assunto il 22 agosto 1609, con una paga di 200 ducati, dopo una audizione. L'attività di Martinengo fu un fallimento; egli era quasi sempre ammalato e conseguentemente lo standard del coro e degli strumentisti andava calando in maniera considerevole. Inoltre la cappella musicale fu sommersa dai debiti e finì col divenire una brutta copia di quella che era stata negli anni precedenti al suo insediamento. Martinengo inoltre non aveva alcuna conoscenza di finanza e non faceva altro che chiedere anticipazioni di stipendio in quanto non era in grado di pagare i creditori della basilica. Morì solo quattro anni dopo la sua assunzione e le autorità della basilica furono molto sollevate di poter assumere al suo posto Claudio Monteverdi. In poco tempo riuscì a riportare la qualità della Cappella ai fasti del passato.
Solo qualche pezzo di Martinengo è giunto fino a noi: un mottetto Regnum mundi scritto in forma di concertato, simile ai lavori contemporanei di Lodovico Grossi da Viadana. Egli scrisse inoltre tre libri di madrigali.